# 신고대상병
신고대상병(申告對象病, notifiable disease) 또는 신고 대상 질병은 법에 따라 정부 당국에 보고하도록 요구되는 모든 질병이다. 발생보고병이라고도 부른다. 정보 수집을 통해 당국은 질병을 모니터링하고 발병 가능성에 대한 조기 경고를 제공할 수 있다. 가축 질병의 경우, 신고 시 감염된 가축을 죽여야 하는 법적 요건이 있을 수도 있다. 많은 정부에서는 인간 및 동물(일반적으로 가축) 질병 보고에 대한 규정을 제정했다.

## 같이 보기
- 전염병
- 국제적 공중보건 비상사태